# Thermistance
 (mai 2019).
Si vous disposez d'ouvrages ou d'articles de référence ou si vous connaissez des sites web de qualité traitant du thème abordé ici, merci de compléter l'article en donnant les références utiles à sa vérifiabilité et en les liant à la section « Notes et références ».
Ne doit pas être confondu avec thermorésistance.
Une thermistance est un composant électronique dont la résistance électrique varie en fonction de la température. C'est l'un des principaux capteurs de température utilisés en électronique.

## Thermorésistance, thermistance, capteurs au silicium
Couramment, on différencie thermo-résistance et thermistance comme suit.
Thermo-résistancesCaractérisée par une augmentation régulière de la résistivité de certains métaux (argent, cuivre, nickel, or, platine, tungstène, titane) avec l'augmentation de la température.
ThermistancesCaractérisée par une variation (plus importante) de la résistance d'autres matières (oxydes métalliques, composites) en fonction de la température, cette variation pouvant être assez irrégulière ou soudaine, dans un domaine étroit de température.
Capteurs de température au siliciumLa plupart reposent sur la dépendance de la tension d'une jonction diode en fonction de la température plutôt que de la résistance proprement dite.
Suivant le niveau de dopage, les résistances à base de matériaux semi-conducteurs peuvent avoir un coefficient en température négatif (dopage faible) ou positif (dopage élevé).

## Principales caractéristiques
Les principales caractéristiques de ces capteurs sont : précision, non-linéarité, valeur nominale pour une température donnée (à 25 °C), temps de réponse (en millisecondes ou secondes), sensibilité ou coefficient de température (variation de la résistance en fonction de la température), étendue ou gamme de mesure (températures minimum et maximum d’utilisation), durée de vie, stabilité (variation des différents paramètres dans le temps), faible encombrement, coût, puissance.

## Classification
On distingue deux types de thermistances : les CTN et les CTP.

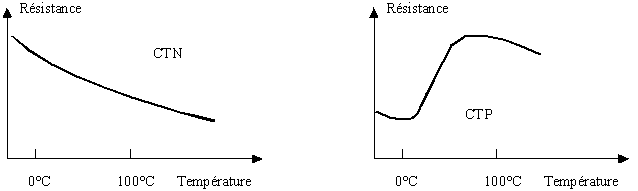
Caractéristiques typiques d'une CTN et d'une CTP.

### CTN

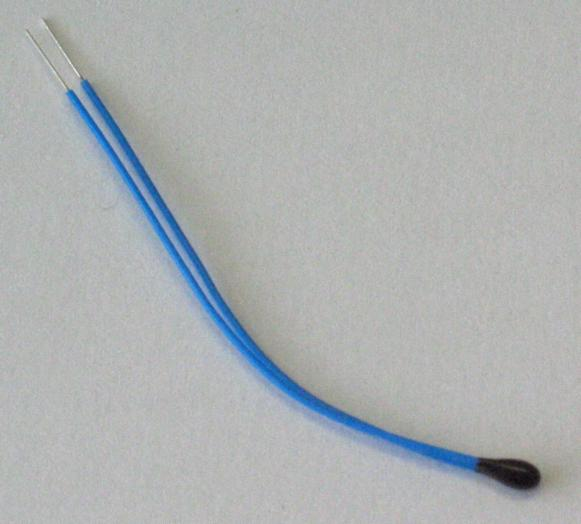
CTN

Les CTN (coefficient de température négatif, en anglais NTC, negative temperature coefficient) sont des thermistances dont la résistance diminue, de façon relativement uniforme, quand la température augmente, et vice versa.
Lorsque l'effet Joule (échauffement dû au passage du courant) est négligeable, on peut exprimer une relation entre la résistance de la CTN et sa température par la relation de Steinhart-Hart :
{\displaystyle {1 \over {T}}=A+B\ln(R_{T})+C(\ln(R_{T}))^{3}\,}
Cette formule, valable à toutes les températures, peut être simplifiée sur une plage limitée de températures. La formule devient :
{\displaystyle {{R_{T}} \over {R_{0}}}=\exp \left(\beta \times \left({1 \over {T}}-{1 \over {T_{0}}}\right)\right)\,}
Et, pour plus de précision, entre deux températures proches d'une valeur donnée ({\displaystyle T_{n}<T<T_{n+1}}) :
{\displaystyle {{R_{T}} \over {R_{n}}}=\exp \left({\frac {\alpha _{n}}{100}}\cdot (T_{n})^{2}\cdot \left({\frac {1}{T}}-{\frac {1}{T_{n}}}\right)\right)\,}
Dans ces équations :
- {\displaystyle R_{T}} est la résistance (en ohms) du capteur à la température {\displaystyle T} cherchée (en kelvins) ;
- {\displaystyle T_{n}} est une température où la résistance {\displaystyle R_{n}} est déjà connue ;
- {\displaystyle R_{0}} est la résistance annoncée à une température de référence {\displaystyle T_{0}} (souvent 25 °C) ;
- A, B et C sont les coefficients de Steinhart–Hart (donnés par le constructeur ou obtenus expérimentalement avec trois mesures de référence) qui sont des constantes caractéristiques du composant valides à toute température ;
- {\displaystyle \alpha _{n}} (en %/K) et {\displaystyle \beta } (en kelvins) sont des coefficients considérés constants par approximation dont l'usage est limité à certaines températures.
- près de Tn, on a : {\displaystyle \alpha _{n}={1 \over {R_{n}}}\times {{{\mathrm {d} }R} \over {{\mathrm {d} }T}}={A+B\ln R_{n}+C(\ln R_{n})^{3} \over B+3.C.(\ln R_{n})^{2}}={1 \over T.(B+3.C.(\ln R_{n})^{2})}} (multiplier par 100 pour obtenir des pourcents par degré Celsius) ;
- utilisable sur une gamme [T1;T2] {\displaystyle \beta ={{T_{1}.T_{2}} \over {T_{2}-T_{1}}}\times \ln \left({{R_{1}} \over {R_{2}}}\right)}.

Les CTN sont fabriquées à base d'oxydes de métaux de transition (manganèse, cobalt, cuivre et nickel). Ces oxydes sont semi-conducteurs.
Les CTN peuvent être utilisées dans une large plage de températures, de −200 à +1 000 °C, et sont disponibles en différentes versions : perles de verre, disques, barreaux, pastilles, rondelles, puces, etc. Les résistances nominales vont de quelques ohms à une centaine de kiloohms. Le temps de réponse dépend du volume de matériau utilisé.
Les CTN sont utilisées pour les mesures et le contrôle de la température, la limitation d'impulsions transitoires, la mesure de flux de liquides.

### CTP

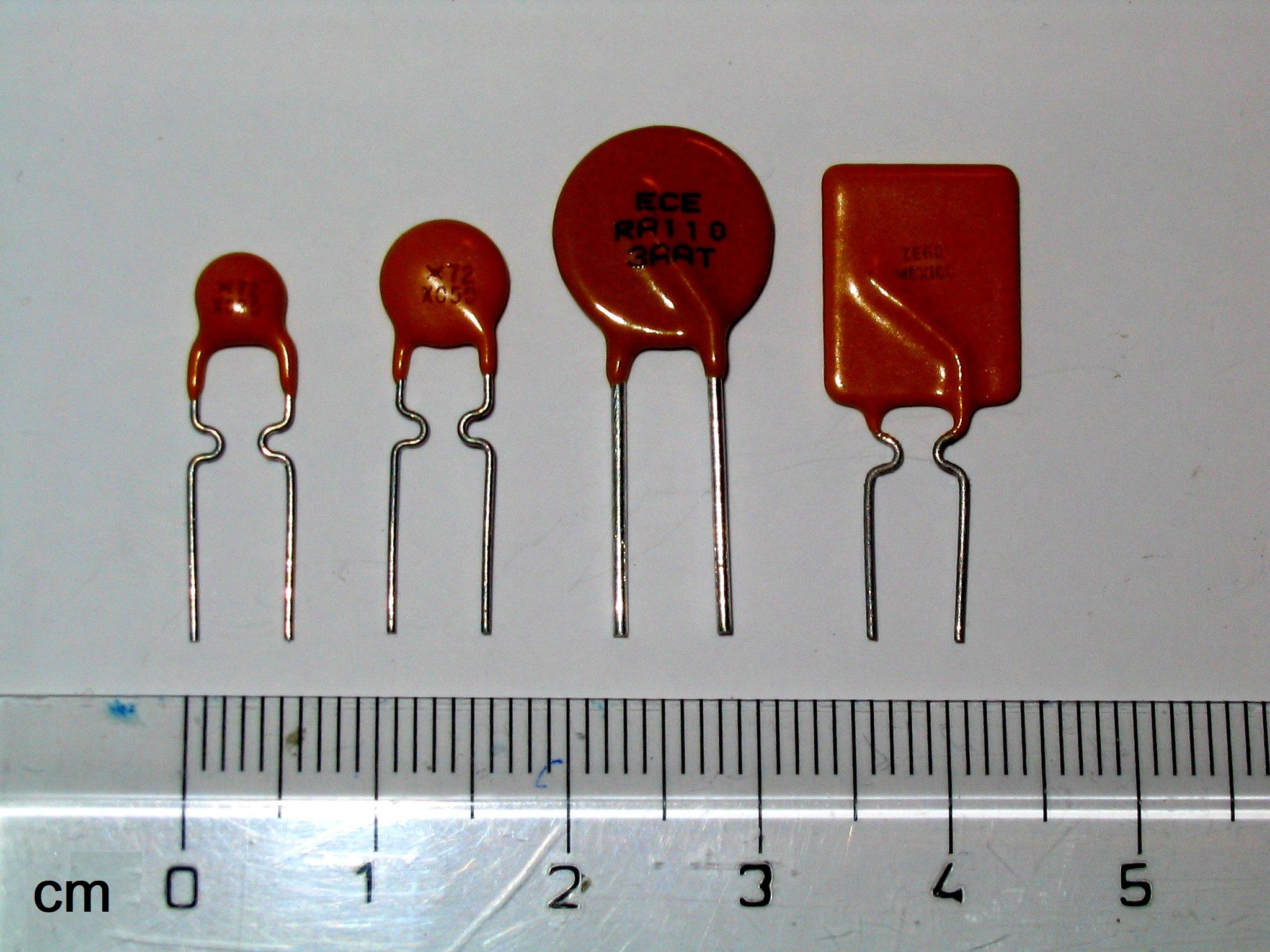
Fusible CTP.

Les CTP (coefficient de température positif, en anglais PTC, Positive Temperature Coefficient) sont des thermistances dont la résistance augmente avec la température. On distingue les thermo-résistances[réf. nécessaire] (augmentation continue et régulière de la résistance avec la température, voir ci-dessus) des CTP dont la valeur augmente fortement avec la température dans une plage de température limitée (typiquement entre 0 et 100 °C).
Pour ces dernières, il y a deux types principaux :
- CTP fabriquées à base de titanate de baryum. Leur valeur augmente brutalement dans un domaine étroit de température, puis diminue progressivement au-delà de cette zone. Elles sont comme les CTN, disponibles en différentes variantes et valeurs, et sont plutôt utilisées comme capteurs ;
- CTP polymère-carbone. Leur valeur augmente aussi brutalement dans un domaine de température étroit, mais sans diminution au-delà. Elles sont principalement utilisées comme fusibles réarmables.

Les CTP peuvent être utilisées comme :
- détecteur de température, pour protéger des composants (moteurs, transformateurs) contre une élévation excessive de la température ;
- protection contre des surintensités[N 2] ;
- détecteur de niveau de liquide : traversée par un courant électrique, la thermistance dissipe de la chaleur par effet joule. Les échanges thermiques étant plus important dans un liquide que dans l'air, la température de la CTP et donc sa résistance, sera différente lorsque le capteur est dans l'air ou plongé dans un liquide.[pourquoi ?]

## Symbole
Le symbole est une variante de celui d’une résistance.